# 未来スコープ
『未来スコープ』（みらいスコープ）は、marbleの4枚目のオリジナルアルバム。2013年5月22日にLantisから発売された。

## 収録曲
（全作詞：micco、全編曲：菊池達也）
1. 未来スコープ [4:26]
作曲：菊池達也
micco曰く「みんなで笑顔になりたい」想いが込められているという[1]
2. puzzle [4:37]
  - 作曲：菊池達也
3. 残像キセキ [3:39]
  - 作曲：菊池達也
  - ニコニコ生放送『電波研究社』11月度タイアップ
4. fluffy [3:53]
  - 作曲：micco
  - テレビアニメ『花咲くいろは』-和倉結名イメージソング-
5. nora [4:08]
  - 作曲：菊池達也
  - テレビアニメ『ひだまりスケッチ×SP』エンディングテーマ
6. catchlight [4:20]
  - 作曲：micco
7. 未来シルエット [4:53]
  - 作曲：菊池達也
  - PCゲーム『いますぐお兄ちゃんに妹だっていいたい!』挿入歌
8. smile 〜the landscape through a “MIRAISCOPE”〜 [4:16]
  - 作曲：micco
9. 水彩キャンディー [4:19]
  - 作曲：菊池達也
  - テレビアニメ『ましろ色シンフォニー -The color of lovers-』エンディングテーマ
10. 夢ぐも [4:57]
  - 作曲：micco
  - テレビアニメ『ひだまりスケッチ×ハニカム』エンディングテーマ
11. いつか明ける空へ [6:11]
  - 作曲：菊池達也
12. 風が吹く [2:53]
作曲：菊池達也